# As Argonáuticas
As Argonáuticas (em grego clássico: Τά Ἀργοναυτικά) é um poema épico em grego antigo de Apolónio de Rodes criado no século III a.C.. A obra está dividida em quatro livros, num total de 5 835 hexâmetros.
As Argonáuticas tratam da história de Jasão e dos argonautas, narrando em quatro livros a viagem da nau Argo desde Iolcos, na Tessália, Grécia, passando pelo Mar de Mármara até à Cólquida, na costa caucasiana do Mar Negro (livros I–II), a captura, com a ajuda de Medeia, do velo de ouro (livro III), e o regresso à pátria através do Rio Danúbio, do Rio Pó, do Mar Mediterrâneo e do norte de África (livro IV).
É a única obra épica anterior à Eneida de Virgílio que poderia comparar-se com a de Homero em tamanho e extensão, e a primeira epopeia que concede um lugar importante ao amor de Medeia por Jasão.
Uma tradição tardia, e provavelmente falsa, fala do confronto entre Apolónio de Rodes e Calímaco, que representa a amarga controvérsia que havia entre os escritores de longas obras épicas e os autores de poemas curtos muito elaborados.
As Argonáuticas de Apolónio de Rodes são um dos paradigmas da literatura helenística. Considerada como uma epopeia, esta obra foi várias vezes analisada como uma pálida tentativa de imitação dos poemas homéricos. As características estilísticas e estruturais deste poema revelam a riqueza de conteúdos, doseada com uma versatilidade típica do autor, na recusa de repetições monótonas que encontramos em alguns dos poetas que o antecederam.

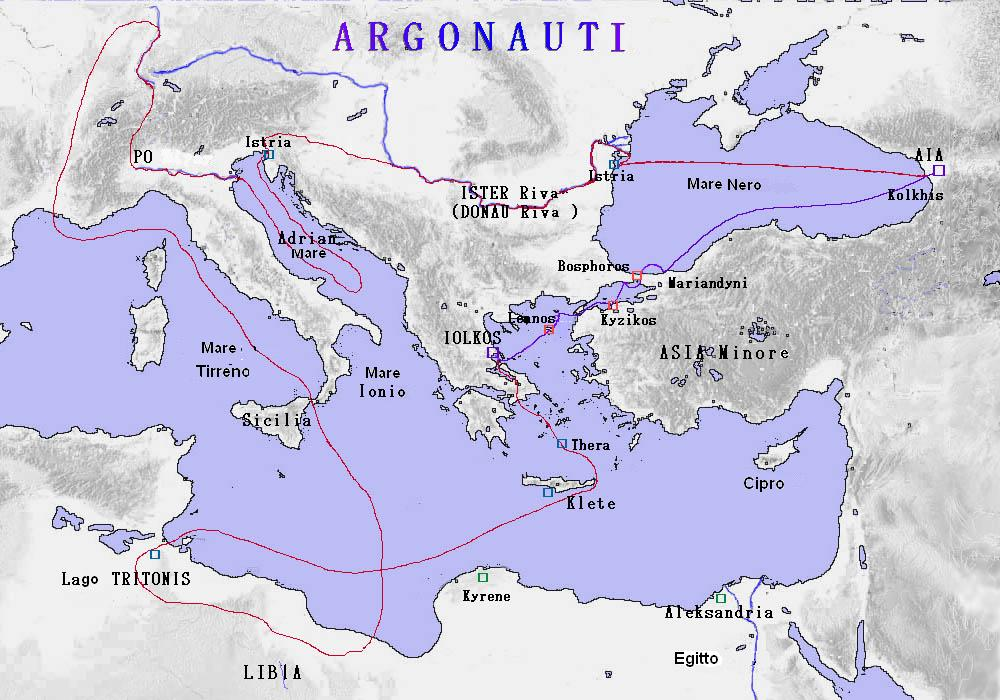
Um hipotético itinerário dos Argonautas

## Antecedente
O antecedente remoto, que Apolónio não expõe, é o mito dos irmãos Frixo e Hele, os filhos de Atamante, que para fugirem aos maltratos da madrasta, fugiram no dorso de um carneiro com o velo dourado que os levou pelo ar sobre o mar, e que na viagem Hele caiu e morreu no estreito que ficou com o nome dela (Helesponto). Quando chegou à Cólquida, Frixo decidiu imolar o animal e confiar a pele a um dragão.

## Resumo

### Livro Primeiro

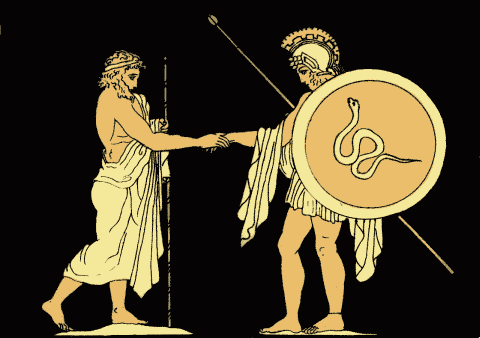
O Rei Pélias encontra Jasão, ilustração em livro de 1879, com base em desenho de John Flaxman.

- Invocação a Febo e às Musas - Motivo da expedição (1-22)

Ἀρχόμενος σέο Φοῖβε παλαιγενέων κλέα φωτῶν
μνήσομαι οἳ Πόντοιο κατὰ στόμα καὶ διὰ πέτρας
Κυανέας βασιλῆος ἐφημοσύνῃ Πελίαο
χρύσειον μετὰ κῶας ἐύζυγον ἤλασαν Ἀργώ.
(De ti seja o início, ó Febo, a quem recordo a gesta
dos heróis antigos que atravessando a boca do Helesponto
e as Simplégades, executando as ordens do rei Pélias,
guiaram a sólida nau Argo ao velo d’ouro.)
Na cidade de Iolcos, na Tessália, Pélias conquistou o poder derrubando o seu irmão Esão. Mas um oráculo avisou-o que ele deveria proteger-se de um rapaz que ia sem uma sandália, porque esse jovem irá usurpar-lhe a coroa. Jasão, o filho de Esão, que foi forçado a fugir para não ser morto por Pélias, retorna a Iolcos depois de atingir a idade de vinte anos. Chegando à margem do rio Anauro, encontra uma idosa que não consegue atravessá-lo e que lhe pede ajuda. Jasão toma-a nos braços e passa o rio, mas no meio do vau e na lama perde uma sandália. Quando Pélias vê Jasão, o rapaz sem uma sandália, decide livrar-se dele e encarrega-o de um empreendimento que considera impossível de atingir: ir à Cólquida e conquistar o Velo dourado.
- Enumeração dos heróis (23-231)

Jasão reúne um grupo alargado de jovens valentes (cerca de cinquenta heróis):o poeta e cantor Orfeu, Asterione, Polifemo filho de Elato, Admeto, rei de Feras, os riquíssimos filhos de Hermes, peritos em enganos, Eurito e Equion e Etalide, Corono, filho de Ceneu, Mopso, o advinho, Eurimadante, Menezio (argonauta), Eurizione, o possante Eribote, Oileu, Canto da Eubeia, destinado a morrer antes do regresso, Clizio e Ífito, Peleu, o pai de Aquiles e o seu irmão Télamo, pai de Ájax, o fortíssimo Bute (filho di Pandião I) e o valoroso Falero (arqueiro), os gémeos Castor e Pólux, Hércules com o seu escudeiro Ila, Tífis, o timoneiro, Argo, filho de Agestor, o costrutor da nau, Fliante, Taleo, Areo, Leodoco, Nauplio, Idmone, outro advinho, Augias, orgulhoso da sua riqueza, Meleagro, muito forte e com ele Lacoonte, Íficles, tio materno de Jasão e Íficles, filho de Téstio, especialista no dardo, Palemónio, Astério, Anfião,Eufemo, o mais rápido de todos, Anfidamante e Cefeu, Anceu, vestido com uma pele de ursa e armada com um machado duplo, o arrogante Ida e o seu irmão Lince, o da visão apuradíssima, Periclemo, com o poder de se transformar no que ele queria numa batalha, Zetes e Calais, os dois filhos de Bóreas, Acasto filho de Pélias e outros ainda.
- Invocação (232-316)

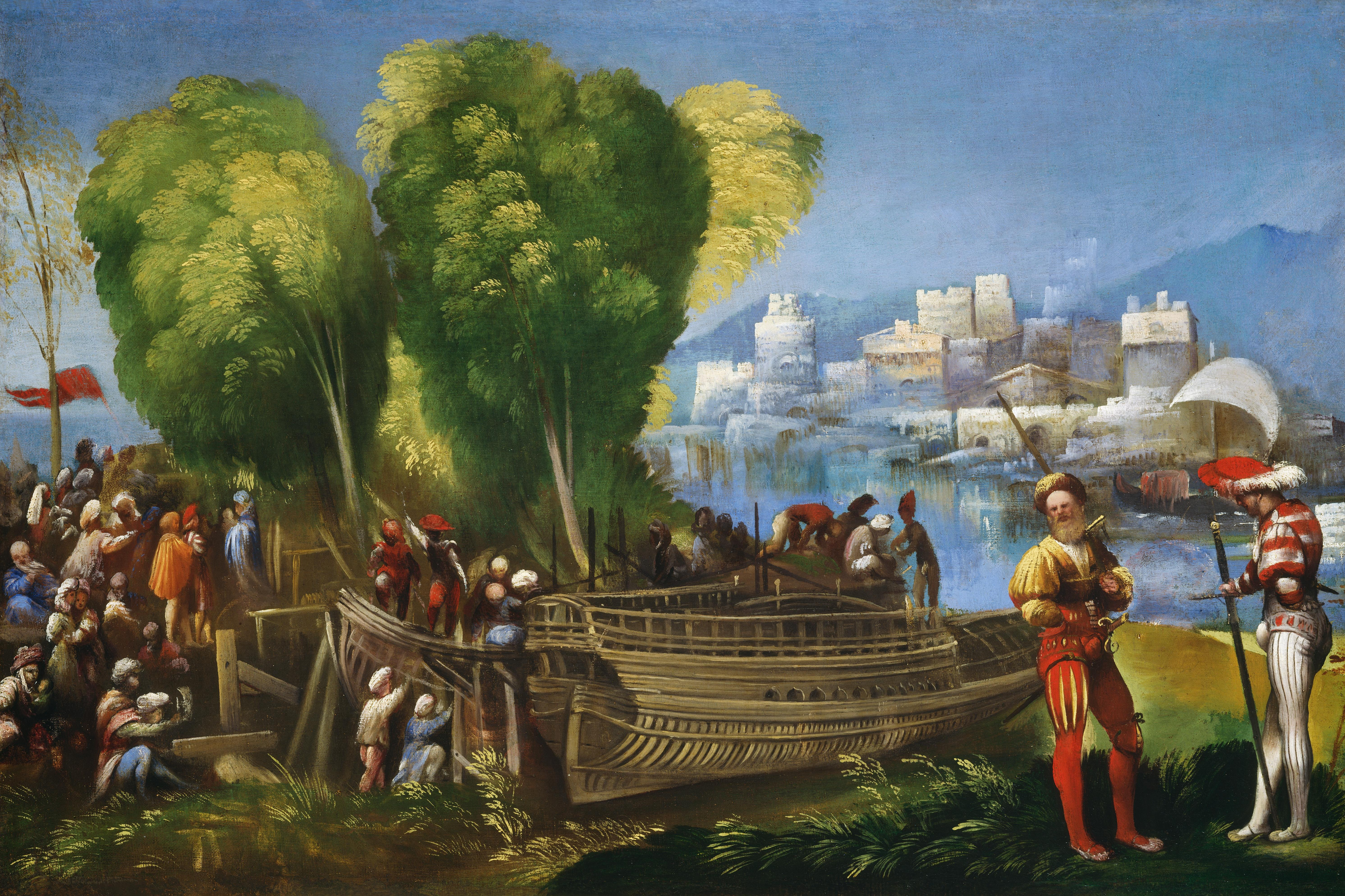
A partida dos Argonautas (1520), Dosso Dossi, na Galeria Nacional de Arte de Washington

- Preparativos no porto e sacrifício em honra de Febo (317-518)
- Início da viagem (519-608)
- A ilha de Lemnos (609-909)

Tendo partido da Grécia, do porto de Pagasas, os Argonautas param na ilha de Lemnos para reabastecimento. As mulheres da ilha mataram todos os homens com excepção de Toante, o pai de Ipsipile, que agora é rainha.
Apesar das novas leis da ilha imporem que as mulheres matem os Argonautas assim que desembarquem, Ipsipile decide salvá-los, desde que os homens da expedição se juntem a elas para conceberem filhos: as habitantes de Lemnos temem de facto pela sobrevivência do seu povo, já que não há homens para se reproduzirem. Os Argonautas aceitam a proposta e permanecem na ilha até que Hércules chama à ordem os seus camaradas e convence-os a prosseguir a viagem.
- Da Samotrácia ao país dos Dolionis (910-1077)

O rei Cízico (rei dos doliões) acolhe hospitaleiramente os heróis, que conseguem também derrotar os Gigantes antes de partirem. O episódio termina, porém, de modo infeliz, porque uma tempestade traz de volta a nau à ilha e de noite, sem se reconhecerem, os Argonautas e os Dolionis lutam entre si e e o rei Cízico morre.
- A Mísia (1078-1363)

A Argo reinicia a viagem, mas após alguns dias de navegação, Hércules, que quebrou o remo, desembarca para encontrar a madeira adequada para fabricar outro, mas na floresta o seu jovem amigo [Ila (mitologia) |Ila], encarregado de trazer água, desaparece sequestrado pela ninfa da fonte. Enquanto isso, os Argonautos partem sem se aperceberem dos camaradas deixados no terra.:3-57:79-241

### Livro Segundo
- A terra dos Bebrices (1-163)

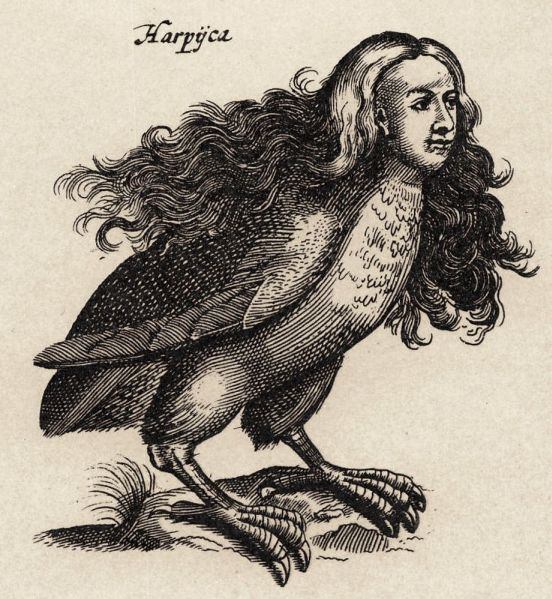
Uma Harpia (1660), Matthius Merian

Amico, rei dos bebrices, desafia para o pugilato todos os que chegam ao seu país. Pólux aceita o desafio, vence o combate e mata o rei. Os bebrices, para vingá-lo, enfrentam os argonautas numa batalha, mas são derrotados.
- A terra da Bitínia (164-530)

Jasão e os Argonautas aportam à terra do adivinho Fineu. Os deuses lançaram uma maldição sobre o lugar: invejosos da capacidade extraordinária de Fineo em prever os acontecimentos futuros, puniram-no tornando-o gago e cego; além disso, derrubaram-lhe o palácio e enviaram para a sua mesa as monstruosas Harpias, que conspurcam os alimentos com os seus excrementos. Jasão e os seus companheiros em pouco tempo matam os monstros alados e obrigam o velho a prever as suas próximas etapas.
- As Simplégades (531-647)

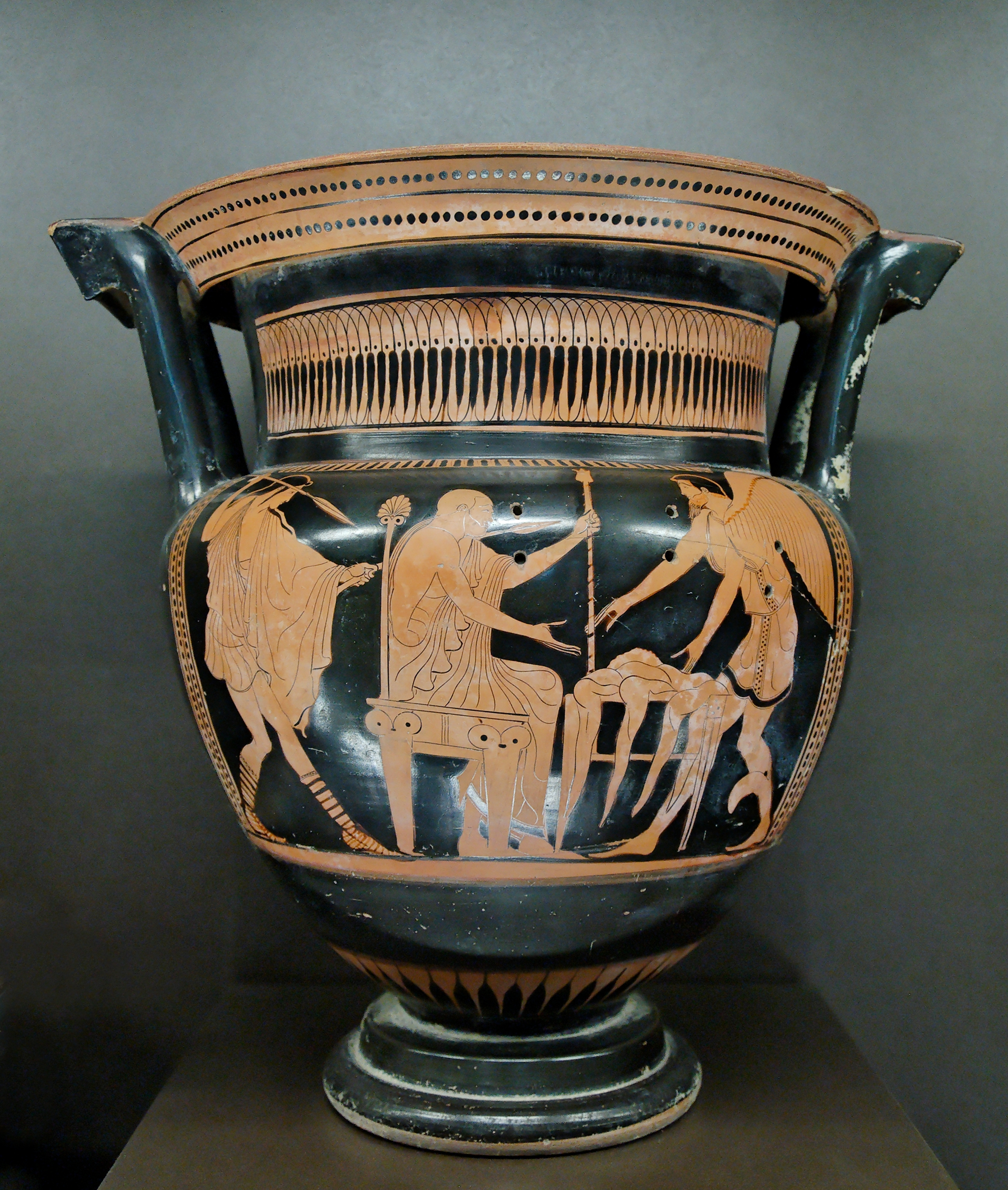
Calais e Zetes salvam Fineu

A nau dos Argonautas atinge o estreito das Simplégades, enormes rochedos que continuamente batiam um no outro, destruindo inevitavelmente qualquer embarcação que tentasse passar no estreito. Infelizmente, não existia outra maneira de avançar. Jasão segue então o conselho de Fineu e solta uma pomba para passar entre os rochedos: estes tentam apanhar a pomba mas apenas atingem a cauda. E quando começam a retroceder os argonautas remam com toda a energia e conseguem passar entre eles sem grandes danos na nau.
- Ponto Eusino (648-751)

A navegação continua ao longo da costa do Ponto Eusino. Aparição de Apolo na ilha de Tinia.
- O país dos Mariandini (752-929)

Os Argonautas são recebidos e hospedados pelo rei Lico. O adivinho Idmon é morto por um javali e o timoneiro Tifi morre por doença. Tifi é substituído por Anceu e, no momento da partida, Dascylus, o filho de Lico, junta-se também aos Argonautas porque pode ajudar a serem bem recebidos pelos povos vizinhos.
- A terra das Amazonas e a ilha de Ares (930-1285)

Os Argonautas entram em contato com os Cálibes, os Tibarenos e os Mosinecos. A ilha de Ares está infestada de pássaros que são caçados pelos Argonautas. Encontro com os filhos de Frisso que tinham naufragado na travessia para a Cólquida e que, a partir daí, se juntam aos heróis. Passando pela ilha Filireide, chegam ao rio Fasi. :59-109</ref> :243-379

### Livro Terceiro
- Invocação da musa Erato (1-5)

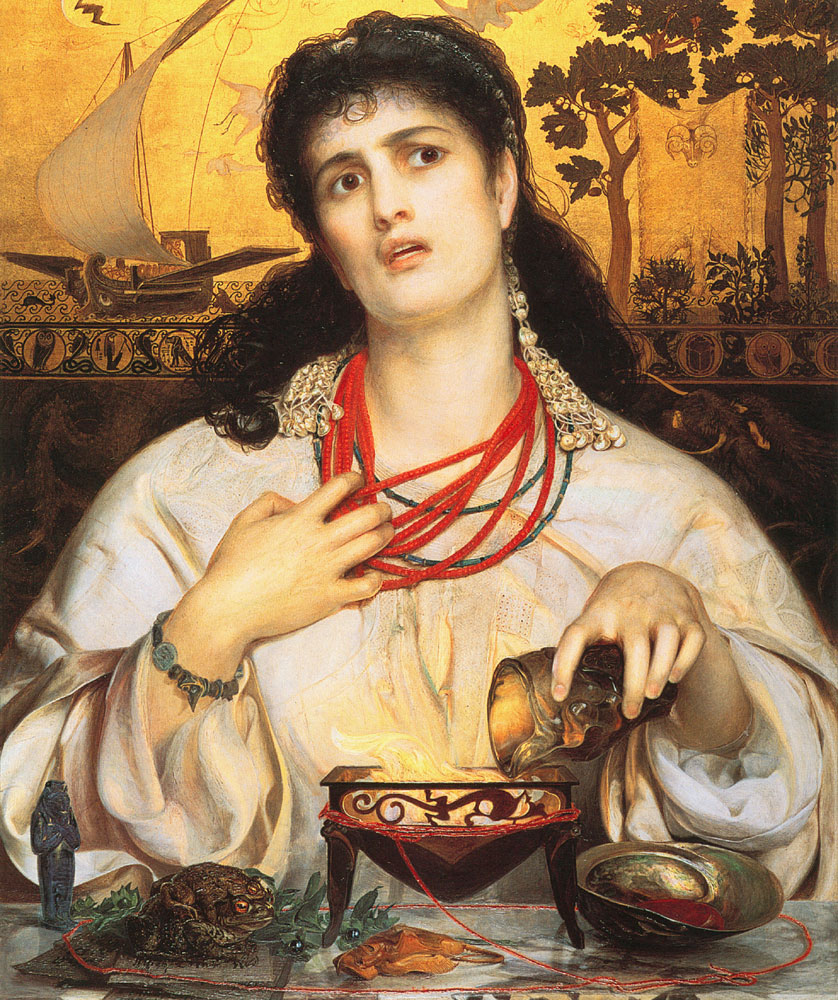
Medeia (1866-68), de Anthony Sandys, no Museu e Galeria de Arte de Birmingham

Os Argonautas, chegados finalmente à Cólquida, abrigam-se num caniçal.
- As deusas na ajuda a Jasão (6-166)

As deusas Era e Atena convencem Afrodite a persuadir o seu filho Eros a que Medeia, a filha do rei Eetes, se apaixone por Jasão: as artes mágicas da moça poderão dar uma ajuda decisiva na conquista do velo de ouro.
- No palácio de Eetes (167-441)

Os Argonautas decidem tentar convencer Eetes a entregar o velo de ouro indo com os filhos de Frisso, Telamone e Augia ao palácio dele. Eetes, furioso com o desafio de Jasão, obriga-o a uma prova dificílima: ter de dominar touros enormes com cascos de bronze que sopram fogo das narinas e da boca e com eles lavrar um terreno onde semeará dentes de dragão e de onde nascerão de imediato guerreiros gigantes que terá de os dominar. Para depois ter de ultrapassar o dragão que não dorme e que guarda o velo de ouro. Mas Jasão aceita o desafio.
- Medeia apaixonada (442-1162)

Medeia, atingida por Eros e agora apaixonada perdidamente, passa atormentada toda a noite que antecede o dia do desafio. E usa as suas artes mágicas e prepara poções para proteger Jasão.
- Superação da prova (1163-1407)

Jasão protegido por um líquido que o torna invulnerável, domina os bois que cospem fogo e chamas, e então, quando chega a hora de matar os gigantes, atira um pedregulho para que eles, para se apossarem dela, lutem e se matem uns aos outros. :114-162</ref> :381-529

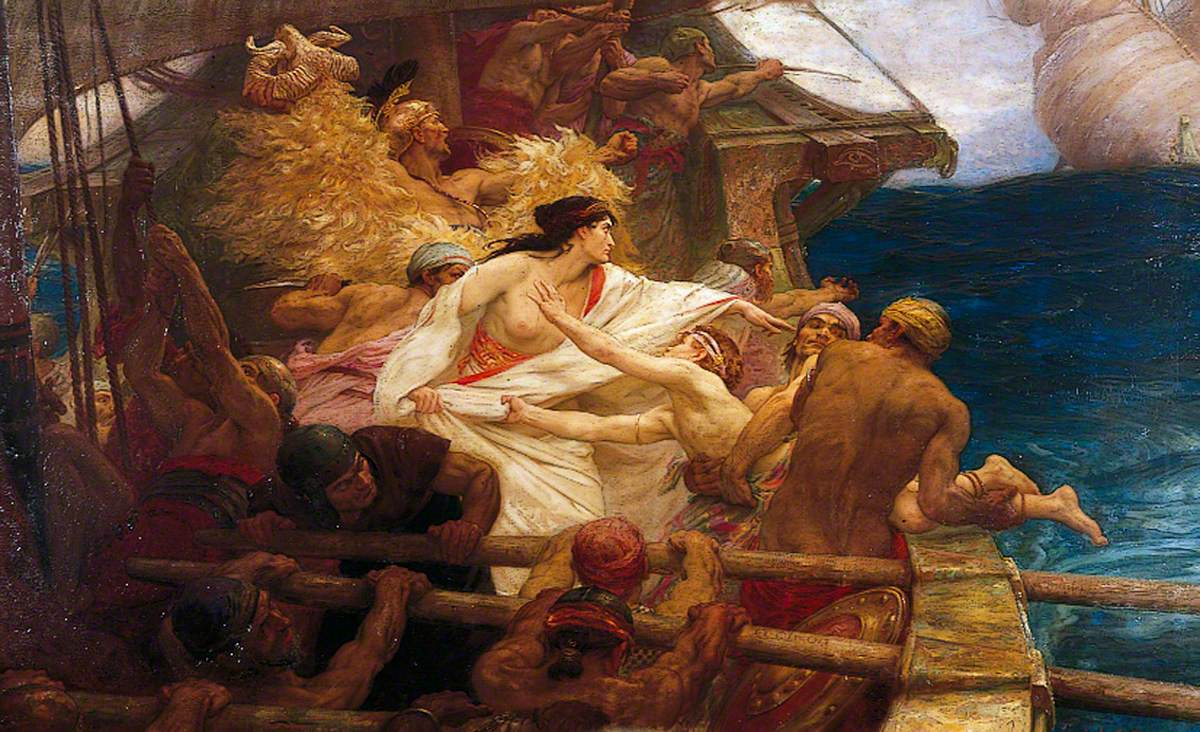
O Velo de Ouro (1904), de Herbert James Draper, no Bradford Museums, Galleries & Heritage

### Livro Quarto
- Invocação à musa (1-5)
- Conquista do velo de ouro (6-182)

Medeia com uma poção mágica poderosa adormece o dragão e jasão apodera-se do velo de ouro.
- Fuga da Cólquida (183-618)

A nau Argo zarpa com Medeia a bordo. Os Argonautas dirigem-se para Istro, mas os colcos liderados por Absirto, irmão de Medeia, conseguem chegar ao mar de Crono antes deles e cortam as rotas de fuga. Mas Jasão e Medeia enganam Absirto e atiram-no ao mar com presentes.
- Na ilha de Circe (619-752)

O assassinato de Absirto necessita de purificação: Medeia e Jasão vão suplicar a Circe e são purificados, mas não podem lá permanecer.
- As Sereias, Cila e Caríbdis, e as Planctas (753-963)

Quando retomam a navegação, os Argonautas vão defrontar numerosos perigos: as Sereias, Cila e Caríbdis, e as Planctas.
- A Sicília e as pastagens das vacas do Sol (964-981)
- A ilha dos Feácios (982-1227)

Os Argonautas desembarcam na ilha dos Feácios, de Alcinoo, ao qual contam a história deles. Mas chega à ilha um outro grupo vindo da Cólquida que reclama a entrega de Medeia. Alcinoo não quer a guerra, mas decide que a moça deve ser entregue ao pai se ainda for virgem. Arete, esposa de Alcinoo, informa Jasão da decisão do marido. E para evitar que Medeia seja forçada a ir ter com o pai dela, celebra-se o casamento entre Jasão e Medeia. Isto acontece na caverna já habitada por Macride, filha de Aristeu, com a participação das ninfas e dos heróis.
- Líbia (1228-1637)

Uma tempestade empurra a nau Argo para a costa da Líbia, onde se situa Sirte. As heroínas protectoras da Líbia porém ajudam os heróis gregos, mas estes são obrigados a transportar a nau pelo deserto até ao lago Tritonide, onde pode retomar a navegação. O esforço tremendo do transporte leva os heróis a buscar uma fonte que foi indicada aos heróis pela ninfas Hespérides. A busca de Hércules não produz frutos, enquanto os argonautas Canto e Mopso morrem. A navegação é retomada e com dificuldade os heróis saem do lago Tritonide.
- Creta e retorno à pátria (1638-1781)

Na ilha de Creta, Medeia enfrenta um monstro de ferro chamado Talos: um guarda mecânico que mata os visitantes estrangeiros com bolas de bronze em chamas. Ela, conhecendo o ponto fraco dele, tira um tampa do calcanhar e, assim, o gigante de bronze, perdendo o seu líquido vital, sufoca. Com uma súplica ao deus Apolo, por fim Jasão, volta são e salvo com a nau dos Argonautas a Iolco. :165-235 :531-717

## Aristóteles e a renovação da épica

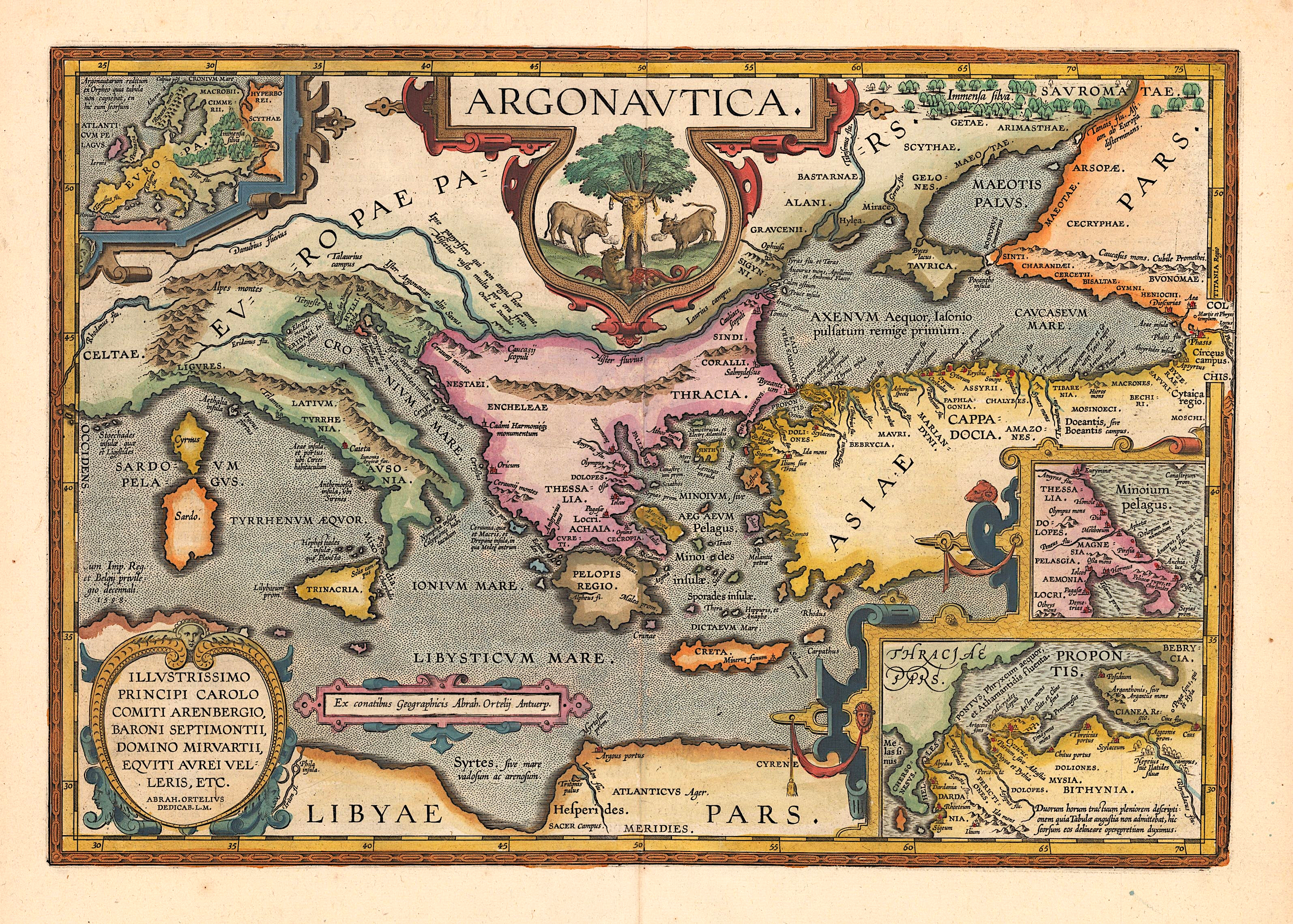
Carta geográfica desenhada por Abraham Ortelius em 1624. Mostra a viagem e as etapas dos Argonautas segundo Apolónio de Rodes

As Argonáuticas de Apolónio refletem os cânones aristotélicos de unidade de ação (tratam apenas um tema), lugar (a história é narrada de início ao fim e também com a finalização do ciclo) e tempo. Este último ponto foi explicado por Aristóteles, que afirmava que uma narrativa épica deveria abordar uma matéria que pudesse ser dominada pela mente do leitor e, mais precisamente, devia ser tão longa quanto uma tetralogia trágica. Apolónio apresenta-se mais aristotélico do que o próprio Aristóteles, pois em 6000 versos engloba todos os eventos dos Argonautas e além disso subdivide-os em quatro livros seguindo o cânone aristotélico. A precisão com que Apolónio retoma as regras do "épico" clássico levou alguma análise tradicional a defini-lo como um dos mais brilhantes oponentes de Calímaco.
De fato, os críticos modernos tendem a valorizar a qualidade artística e a posição de Apolónio na controvérsia de Alexandria. A sua obra, de fato, não é isenta de novidade: com um hábil labor limae, ele conseguiu retomar em 6 000 versos toda a saga dos Argonautas, fazendo do seu poema um exemplo de concisão e έκφρασις (ékfrasis, descrição detalhada) das regras de Calímaco. Mesmo Calímaco, o mestre de Apolónio, entendeu a inovação da estrutura narrativa da obra e isentou-o das críticas agudas e penosas dirigidas aos "Telquines", nos quais, segundo a escola florentina, não se incluia Apolónio.
Encontram-se também diferenças substanciais face a Homero quanto às motivações dos personagens: se os heróis dos grandes poemas eram movidos por fortes interesses pessoais ou de honra, nas Argonáuticas predomina a Αμηχανία (Amechania) ou a falta de motivo que mova os personagens. Jasão não tem qualquer interesse no Velo, pensando muitas vezes em desistir do empreendimento e os outros heróis mostram-se frequentemente volúveis e relutantes a continuar.

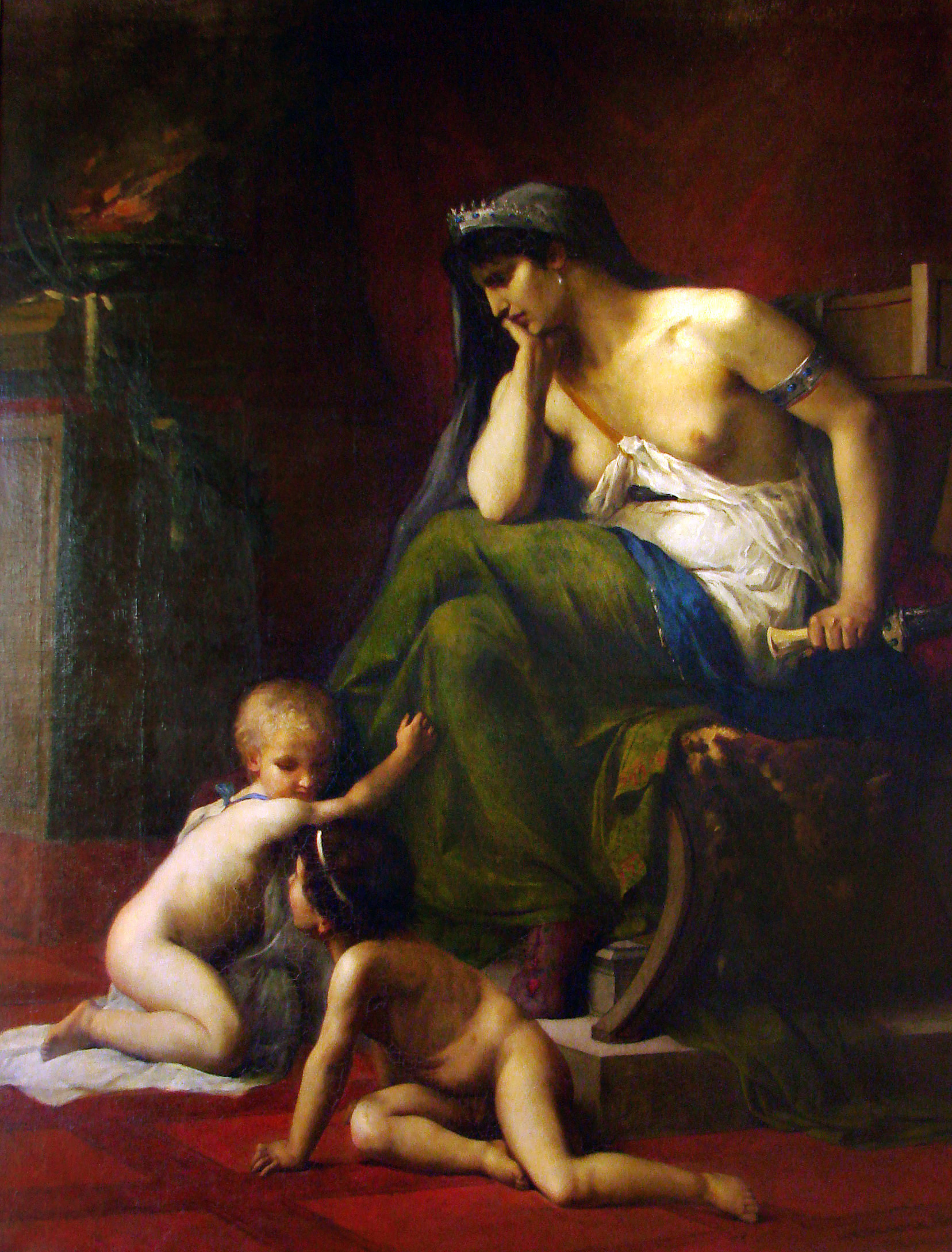
Medeia e os filhos (1868), de Henri Klagmann, no Museu das Belas-Artes de Nancy

O único personagem que é movido por um interesse genuíno é Medeia. A paixão amorosa que Eros lhe instilou no coração, na verdade, leva-a a ajudar Jasão de uma maneira totalmente desinteressada, impulsionada pelo seu amor incondicional. Medeia é o único personagem que tem um verdadeiro caminho de crescimento pessoal, que a leva a evoluir de moça ainda inconsciente da vida para mulher, e depois para se tornar a vingativa Medeia de que falam Eurípides e muitos outros. A primeira metamorfose dela ocorre durante a noite em que ela passa insone, lutando entre o seu pudor de virgem e o amor que ela sente. A segunda metamorfose é quando coloca numa armadilha o irmão Absirto, matando-o por Jasão ficando suja de sangue, metaforicamente "manchada" no véu branco da sua antiga inocência.

## Tradição manuscrita e fortuna
As Argonáuticas foram muito admiradas na antiguidade e representam para nós o único poema épico grego completo composto na época dos poemas homéricos e da Eneida de Virgílio. A admiração e o sucesso do poema comprovam-se pelo número considerável de papiros (uma trintena desde o século III a.C. até ao I d.C.), e pelos manuscritos medievais (55 manuscritos produzidos entre o século X e o XVI), como pela retoma e reelaboração tanto no âmbito grego como em latim. Mas não é uma solução simples o problema das discrepâncias entre as versões em papiro (em especial o Papyrus Oxyrhynchus 2700 datado do século III a.C. e contendo I, 169-174; 202-243) em relação ao texto da tradição medieval.
Em síntese, deve-se dizer que os manuscritos medievais estão divididos em três famílias m, w, k (sendo esta, de fato, uma subfamília de w). O manuscrito mais antigo de Apolónio pertencente à família m, é Laurentianus gr. 32.9 (960-980 d.C.), e contém também as sete tragédias dexcomentários sobre o poema.
Quanto à influência de As Argonáuticas deve-se dizer que há ecos delas em Alexandra de Licofrone e na poesia épica tardia grega de Trifiodoro, Quinto de Esmirna e Nono de Panópolis. Apolónio é também o modelo do poema anónimo Argonautiche Orfiche (V d.C.), uma obra que representa uma reformulação órfica do poema helénico. Quanto à influência em escritores latinos, Públio Terêncio Varrão fez uma tradução do poema (da qual restam apenas alguns fragmentos) em língua latina, Virgílio teve em mente As Argonáuticas especialmente na composição do livro IV da Eneida, onde a figura de Dido se aproxima explicitamente da Medeia de Apolónio, e Caio Valério Flaco teve-as como modelo para o seu poema Argonáutica.

## A língua

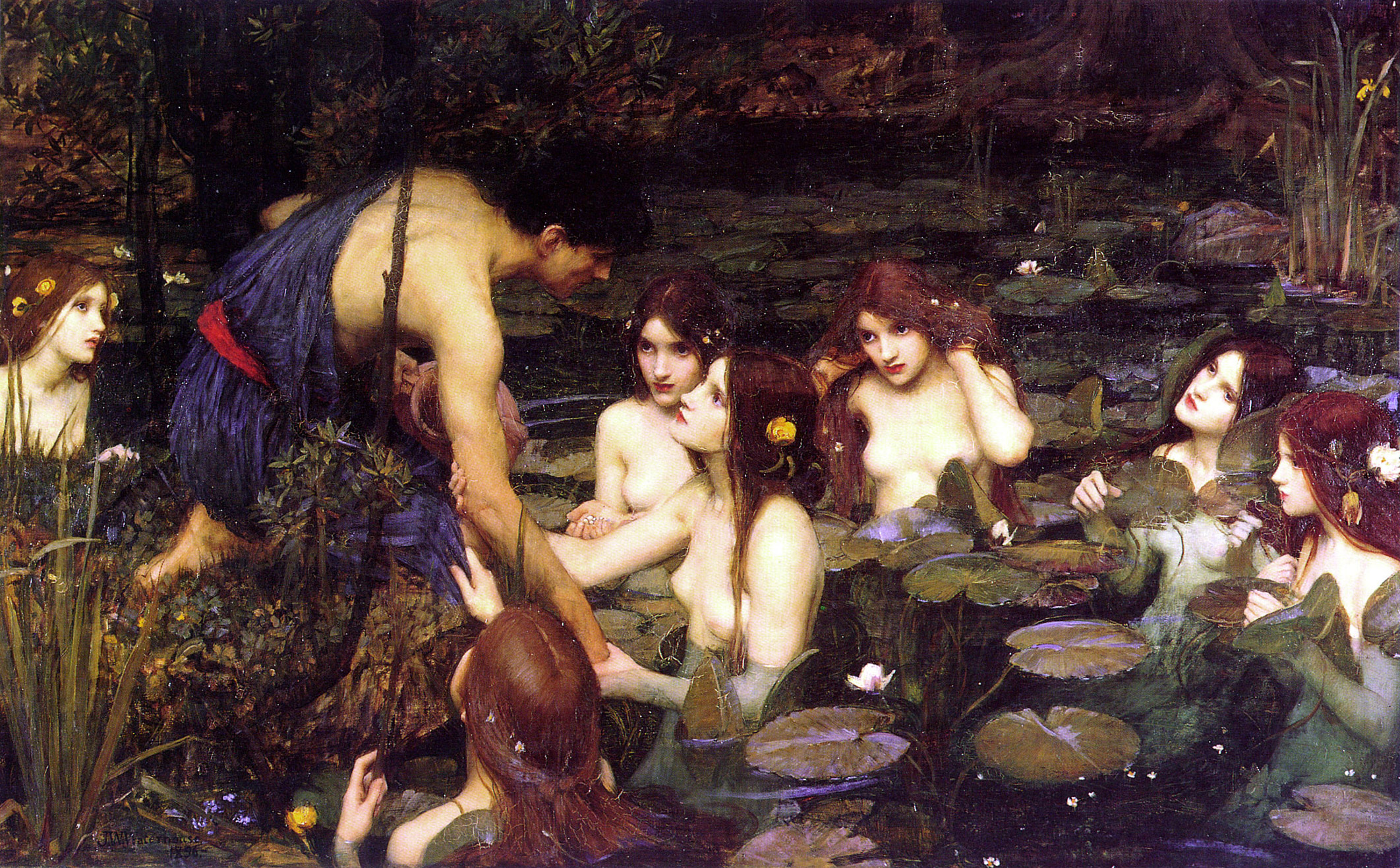
Hilas e as Ninfas (1896), óleo sobre tela de John William Waterhouse, nas City Art Galleries de Manchester

O idioma do poema tem características específicas que refletem a complexidade do poema e a pluralidade de modelos literários escolhidos pelo poeta. A base da língua do poema consiste essencialmente no dialeto épico homérico com as influências de Hesíodo e hinos homéricos, uma escolha indispensável para quem quisesse compor um poema épico. No entanto, o poeta não se limita a seguir o modelo homérico, ao inserir na estrutura linguística do texto lemas que, com base na nossa documentação da língua grega, não podem ser classificadas como termos épicos. Há, portanto, vocabulário da poesia lírica, do teatro ateniense (tragédia e comédia), da prosa herodotiana e ateniense, e lemas documentados unicamente no Período helenístico e que Apolónio compartilha com Calímaco, Teócrito, Arato e Licofrone.
É notável também o número de Hápaxes, sejam lexicais ou morfológicos, aspecto que pode ser o reflexo tanto das escolhas linguísticas sofisticadas do poeta, quanto da presença de fontes e modelos que de outra forma se teriam perdido. Dado o carácter artificial das línguas literárias gregas, deve-se ressaltar que, para além das escolhas linguísticas de Apolónio, haverá que proceder à consulta do vocabulário (especialmente da linguagem homérica). Estes léxicos foram definidos como glossários, ou seja, recolha de termos raros e obsoletos. Importantes são também os pontos de contato entre Apolónio e os escólios D, um material exegético do texto homérico que remonta ao período clássico, sugerindo que Apolónio deve ter consultado compilações semelhantes a estes escólios.
Notável também é o fato de que Apolónio, ao reutilizar a linguagem homérica, reproduz no poema hápaxes e legomena, tendência que foi destacada pelos estudos de Fantuzzi. Estes aspectos linguísticos também são extremamente importantes porque nos mostram o interesse e a abordagem filológica do poeta, que, convém lembrar, foi diretor (προστάτης) da Biblioteca de Alexandria depois de Zenódoto de Éfeso e antes de Eratóstenes. Esta estratificação linguística notável, bem como a retoma e alusões ao texto homérico colocam inevitavelmente o problema do público de As Argonáuticas. Ainda que no contexto da corte ptolemaica os poetas pudessem difundir partes das suas próprias composições através de leituras públicas, é muito provável que o poeta, como os outros poetas helenísticos contemporâneos, pensasse num público de leitores conhecedores, mais do que em ouvintes.

## Traduções em português
- Apolónio de Rodes, A Argonáutica, Publicações Europa-América, 1989, páginas: 188; ISBN 9789721028487
- Apolónio de Rodes, As Argonáuticas, Paula Carreira, Esfera do Caos, 2014, Lisboa, páginas 132,
- Apolônio de Rodes, Argonáuticas, Fernando Rodrigues Junior, Perspectiva, 2021, São Paulo, páginas 480, ISBN 9786555050561

## Transposições cinematográficas
- Os Gigantes de Tessália (o I giganti della Tessaglia) que foi dirigido por Riccardo Freda e estreado em 1960.
- Os Argonautas que foi dirigido por Don Chaffey e estreado em 1963.